# Anglo-Catalan Society
La Anglo-Catalan Society es una institución privada británica que agrupa a los académicos ubicados en universidades británicas e irlandesas centrados en el estudio de la cultura catalana de forma análoga a como lo hace la North American Catalan Society (NACS) para los Estados Unidos, fundada años más tarde, en 1978.

## Historia
En 1948 la Universidad de Cambridge permitió al exiliado doctor Josep Maria Batista i Roca incluir una optativa de catalán en el examen final y él mismo enseñó este idioma y literatura a estudiantes de español. La sociedad se fundó en 1954 en Oxford por Robert Brian Tate, Paul S. N. Russell-Gebbett, Francis William Pierce y los catalanes exiliados Josep Maria Batista i Roca, Joan Mascaró i Fornés y Joan Gili i Serra con el propósito de proteger la cultura en catalán en Gran Bretaña y fomentar las buenas relaciones entre los académicos de ambos países y en 1976 contaba ya con más cien miembros. Sus primeros presidentes fueron Francis William Pierce (1955-1957), Robert Brian Tate (1958-1962), Arthur Hubert Terry (1962-1965), D. W. Lomax (1966-1969), Joan L. Gili (1969-1973) y Robert Pring-Mill (1974-1976). La sociedad fue reconocida en 1986 al adjudicársele el premio Ramon Llull y al recibir en 1992 la Cruz de Sant Jordi. En 2006 contaba con 350 miembros.

## Actividades
La sociedad celebra un congreso anual generalmente en Londres y otro cada dos años en distintas universidades británicas para dar a conocer estudios lingüísticos, históricos, literarios, sociológicos, musicales, etc. relacionados con la cultura catalana; concede becas de investigación, promueve el intercambio de jóvenes investigadores catalanes y británicos, coopera estrechamente con el Institut d'Estudis Catalans, ofreció un premio anual de Jocs Florals hasta 1975 e inició en 1980 una colección de publicaciones monográficas desde su revista Journal of Catalan Studies (1977-). Es estrictamente apolítica; en 2011 ya había organizado el Congreso LVII. Tuvo un papel muy importante en la organización del Coloquio Internacional de Lengua y Literatura Catalanas (Cambridge, 1973). Durante este evento se preparó el documento de la Associació Internacional de Llengua i Literatura Catalanes, que fue aprobado.